# Eight wheel (locomotive)

Eight Wheel est un type de locomotive à vapeur dont les essieux ont la configuration suivante :

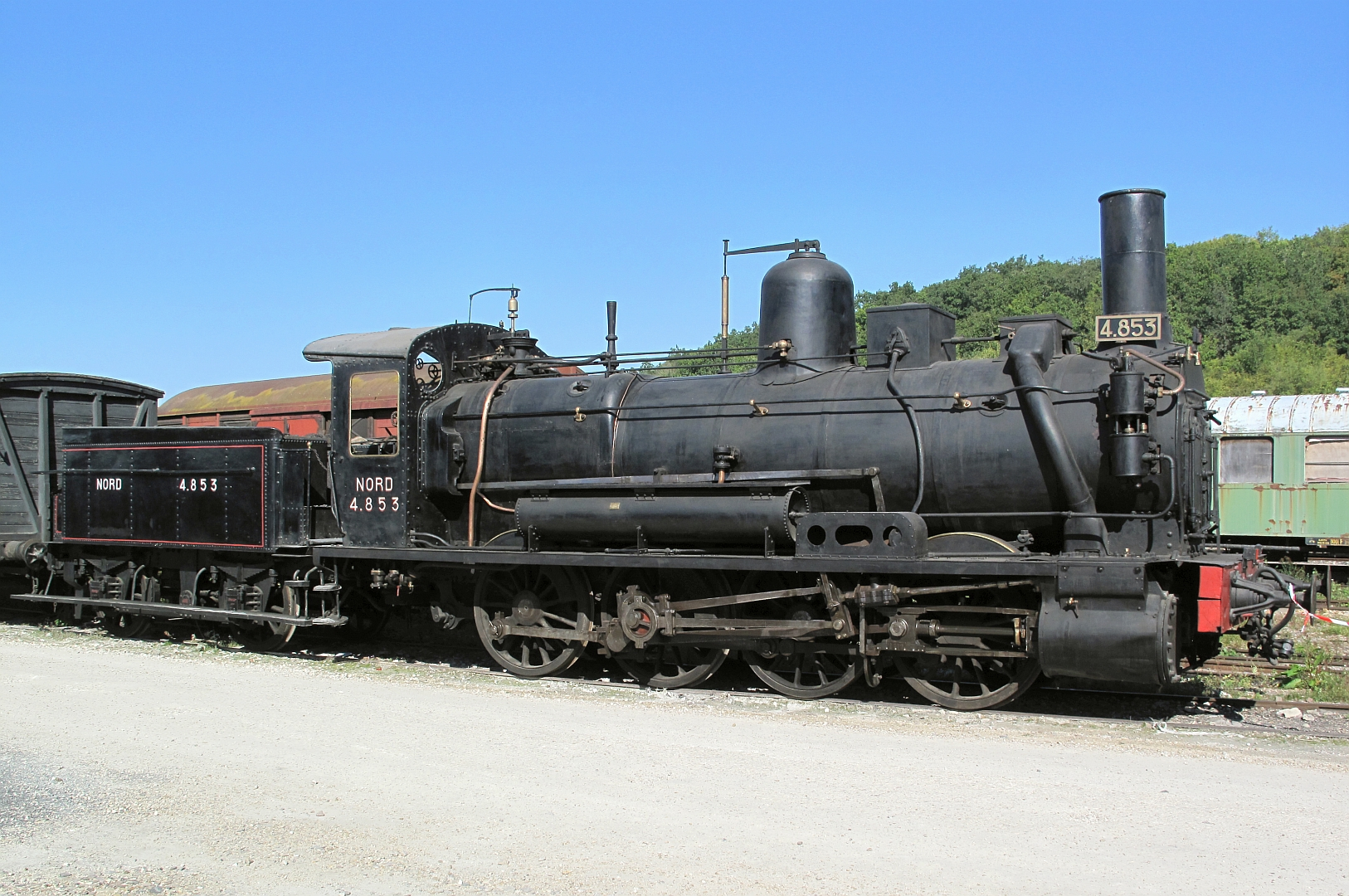
La 040 4.853 Nord à Longueville.

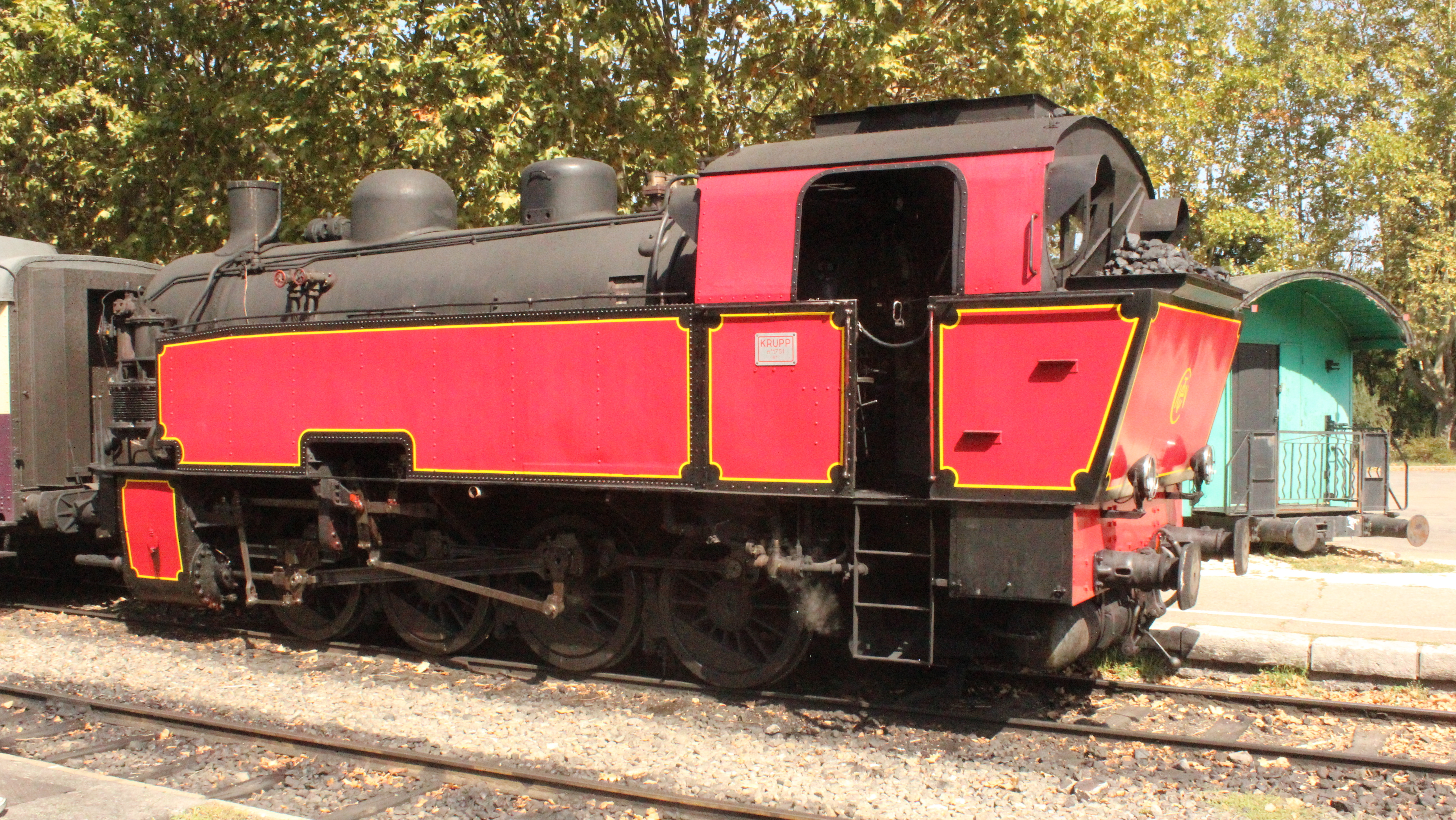
Locomotive "040 T 1751" du Train à vapeur des Cévennes à Saint-Jean-du-Gard

- 4 essieux moteurs

.

## Codifications
Ce qui s'écrit :
- 0-8-0 en codification Whyte.
- 040 en codification d'Europe continentale.
- D en codification allemande et italienne.
- 44 en codification turque.
- 4/4 en codification suisse.

## Utilisation

### Premier modèle
La première Eight wheel est une locomotive de William Chapman essayée le 21 décembre 1814 sur la voie ferrée de John Georges Lambton aux houillères de River Wear.

### France
Réseau de l'ALG7.1 AL 4301 à 4320 d'origine allemande de 1918, futures : 1-040 B entre 301 et 351
G7.2 AL 4321 à 4351 d'origine allemande de 1918, futures : 1-040 B entre 301 et 351
G8 AL 5380 à 5389 et 5391 à 5393 d'origine allemande de 1918
G8.1 AL 5151 à 5287 d'origine EL de 1913 à 1919, futures : 1-040 D 151 à 287
G8.1 AL 5001 à 5138 d'origine allemande de 1918, futures : 1-040 D 1 à 138
G8.1 AL 5301 à 5372 d'origine allemande de 1918, futures : 1-040 D 301 à 372
T13 AL 7901 à 7964 avec les 7901 à 7960 de 1902 à 1914 d'origine EL et les 7961 à 7964 d'origine allemande de 1918, futures : 1-040 TC 901 à 964
T37 AL 111 à 123 de 1903 à 1910 d'origine EL , futures : 1-040 TB 111 à 123
Compagnie de l'Est040 Est 501 à 691 de 1856 à 1886, futures : 1-040 A entre 501 à 691
040 Est 4704 d'origine allemande de 1918
040 Est 4706 à 4745 d'origine allemande de 1918, futures : 1-040 B 706 à 745
040 Est 4801 à 4831 d'origine allemande de 1918, futures : 1-040 C 801 à 831
040 Est 4240 à 4399 d'origine allemande de 1918, futures : 1-040 D 492 à 599
Compagnie du Nord040 Nord 4.1001 à 4.1098 d'origine allemande de 1918, futures : 2-040 B 1 à 97
040 Nord 4572 à 4598 d'origine allemande de 1918, futures : 2-040 C ? à ?
040 Nord 4351 à 4562 d'origine allemande de 1918, futures : 2-040 D 1 à 212
040 T Nord 4.2016 à 4.2095 de 1930 à 1933, futures : 2-040 TG 1 à 80
040 T Nord 4.1941 à 4.1959 d'origine allemande de 1918, futures : 2-040 TF 1 à 16
Compagnie du PO040 PO 1306 à 1311 d'origine allemande de 1918 puis 1387 à 1392 en 1924
040 PO 1301 à 1370 d'origine allemande de 1918, futures : 1-040 D 440 à 491 pour une partie et l'autre partie au PLM en 1924
040 PO 1261 à 1303 d'origine allemande de 1918, futures : 040 entre 040-261 et 040-303 puis 4-040 G 268 à 303
Compagnie de l'État040 État 040-901 à 040-941 d'origine allemande de 1918, futures : 3-040 B 901 à 941, futures : 1-040 D 401 à 403 pour les survivantes
040 État 40-001 à 40-143 de 1914, 1920-1922, futures : 3-040 TA 1 à 143
Compagnie du Midi040 Midi 2201 à 2251 d'origine allemande de 1918, futures : 040 entre 040-501 et 040-551 puis 4-040 K 501 à 541 pour les survivantes
Compagnie du PLM040 PLM 3211 à 3362, futures : 4 B 1 à 112
040 PLM 4201 à 4246 d'origine allemande de 1918 et les ex-PO, futures : 4 E 1 à 64 puis 5-040 E entre 1 et 64 puis 1-040 D entre 601 à 608 et 2-040 D entre 501 à 555
SNCF1-040 B 990 d'origine allemande de 1945
1 et 2-040 D d'origine allemande de 1945, futures : 1-040 D 801, 810, 829, 835, 850, 851, 853, 873 et 888 et 2-040 D 601 à 607
040 TX 1 à 67 d'origine allemande de 1945